# Contramovimento corporal
A posição contra do movimento do corpo (em inglês contra body movement position - CBMP), contra-movimento corporal, movimento contra-corpo, movimento corporal contrário, (contrary body movement - CBM), é um movimento corporal onde a pessoa torce a parte superior do corpo na direção da perna em movimento; ao avançar o pé direito, o quadril e ombro esquerdo torcem para a frente e para o lado direito (ou vice-versa), usado em danças de salão como a valsa, foxtrot, tango e, quickstep.

## Execução
O contramovimento ocorre torcendo o lado direito do corpo em direção a perna esquerda em movimento; ou torcer o lado esquerdo do corpo em direção a perna direita em movimento. O corpo e a perna devem se mover ao mesmo tempo, e não um após o outro. O contramovimento ocorre apenas em passos para frente ou para trás (ou passos diagonais que apresentem movimentos para frente ou para trás), e não em passos laterais. Assim, o contramovimento ocorre nos quatro cenários a seguir:
- A perna esquerda se move para frente enquanto o lado direito do corpo se move para frente (o tronco gira para a esquerda)
- A perna esquerda se move para trás enquanto o lado direito do corpo se move para trás (o tronco gira para a direita)
- A perna direita se move para frente enquanto o lado esquerdo do corpo se move para frente (o tronco gira para a direita)
- A perna direita se move para trás enquanto o lado esquerdo do corpo se move para trás (o tronco gira para a esquerda)

O efeito geral e a intenção do contramovimento são uma transição suave do movimento linear para o rotacional. Assim, o contramovimento é frequentemente seguido por oscilação (ou sway é a posição do corpo de um dançarino em que todo o corpo se desvia graciosamente da vertical,  normalmente longe do pé de apoio e da direção do movimento).

## Exemplos
Uma ocorrência do contramovimento  pode ser observada em uma curva à esquerda (adlib) no Foxtrot americano. À medida que o líder dá o segundo passo (o segundo "lento"), o CBM ocorre quando a perna direita se move para trás e o lado esquerdo do corpo se move para trás, fazendo com que o corpo comece a girar para a esquerda. Da mesma forma, quando o seguidor dá seu segundo passo (o segundo "lento"), o CBM ocorre quando a perna esquerda se move para frente e o lado direito do tronco se move para frente, fazendo com que o corpo comece a girar para a esquerda.
Um CBM exagerado é a base de alguns movimentos de dança específicos, por exemplo, tranças (chicken-walk) no jive e swing costa leste.

## Posição contra movimento
A posição de contra movimento do corpo (CBMP, ou posição de movimento do corpo contrário) é uma posição corporal de posicionamento dos pés do dançarino em relação ao corpo, não é um movimento; é a posição do pé alcançada quando o pé em movimento é colocado sobre ou através da linha do pé de apoio, na frente ou atrás dele.
O termo é um pouco prolixo na tentativa de torná-lo autodescritivo e enfatizar a semelhança da posição dos pés do dançarino em relação ao corpo, como se um passo com CBM fosse executado.
No entanto, o uso mais importante desse termo na dança de salão é descrever os passos quando um pé se move sobre o pé de apoio, enquanto o tronco se move na mesma direção do pé em movimento sem rotação. O CBMP é usado rotineiramente em passos dados em posição de passeio ou fora do passo do parceiro, a fim de manter a posição corporal relativa do casal. O CBMP e o CBM geralmente ocorrem juntos em etapas de virada iniciadas fora do parceiro ou no passeio, mas nesse caso o CBMP é exigido pela posição inicial e não é resultado da virada.
No tango de salão, a maioria dos passos para frente do pé esquerdo do homem são colocados na frente do pé direito no CBMP, devido à característica compacta do tango e ao movimento ligeiramente inclinado para o lado direito do corpo. Os passos para a frente do pé esquerdo no tango que iniciam uma curva reversa (esquerda) também utilizarão CBM no corpo, além de uma posição de pé CBMP. 

Direções básicas do passo em relação à posição do corpo. Aqui, o pé esquerdo é o pé que se move e o pé direito é o pé de apoio. As posições de movimento do corpo contra são coloridas de lilás.